# John Roberts (diễn viên)
Jonathan "John" Roberts (sinh 1979) là một diễn viên điện ảnh, diễn viên lồng tiếng và diễn viên tấu hài, được biết đến nhiều nhất với vai Linda Belcher trong sô diễn Bob's Burgers.